# Майк Кейгілл (тенісист)
Майк Кейгілл (англ. Mike Cahill; нар. 17 червня 1952) — колишній американський тенісист.
Найвищу одиночну позицію світового рейтингу — 68 місце досяг 10 травня 1976, парну — 94 місце — 3 січня 1983 року.
Здобув 5 парних титулів.
Найвищим досягненням на турнірах Великого шолома був чвертьфінал в парному розряді.
Завершив кар'єру 1984 року.

## Фінали за кар'єру

### Одиночний розряд (1 поразка)
| Результат | W/L | Дата     | Турнір     | Покриття | Суперник       | Рахунок  |
| --------- | --- | -------- | ---------- | -------- | -------------- | -------- |
| Поразка   | 0–1 | Сер 1979 | Стоув, США | Тверде   | Джиммі Коннорс | 0–6, 1–6 |

### Парний розряд (5–14)
| Результат | W/L  | Дата | Турнір               | Покриття | Партнер            | Суперники                         | Рахунок       |
| --------- | ---- | ---- | -------------------- | -------- | ------------------ | --------------------------------- | ------------- |
| Поразка   | 0–1  | 1975 | Чикаго, США          | Килим    | Джон Вітлінгер     | Джон Александер Філ Дент          | 3–6, 4–6      |
| Поразка   | 0–2  | 1976 | Сакраменто, США      | Килим    | Джон Вітлінгер     | Том Гормен Шервуд Стюарт          | 6–3, 4–6, 4–6 |
| Поразка   | 0–3  | 1976 | Бостон, США          | Ґрунт    | Джон Вітлінгер     | Рей Раффелз Аллан Стоун           | 6–3, 3–6, 6–7 |
| Перемога  | 1–3  | 1976 | Бермудські Острови   | Ґрунт    | Джон Вітлінгер     | Дік Крілі Рей Раффелз             | 6–4, 4–6, 7–6 |
| Поразка   | 1–4  | 1977 | Маніла, Філіппіни    | Тверде   | Террі Мур          | Кріс Кехел Джон Маркс             | 6–4, 0–6, 6–7 |
| Перемога  | 2–4  | 1977 | Бомбей, Індія        | Ґрунт    | Террі Мур          | Марсельйо Лара Джасліт Сінг       | 6–7, 6–4, 6–4 |
| Поразка   | 2–5  | 1978 | Атланта, США         | Тверде   | Марсельйо Лара     | Джон Александер Балч Волтс        | 6–3, 4–6, 6–7 |
| Перемога  | 3–5  | 1979 | Стоу, США            | Тверде   | Стів Крулевітс     | Ананд Амрітрадж Колін Діблі       | 3–6, 6–3, 6–4 |
| Поразка   | 3–6  | 1979 | Тель-Авів, Ізраїль   | Тверде   | Колін Діблі        | Іліє Настасе Том Оккер            | 5–7, 4–6      |
| Поразка   | 3–7  | 1979 | Токіо Indoor, Японія | Килим    | Террі Мур          | Марті Ріссен Шервуд Стюарт        | 4–6, 6–7      |
| Поразка   | 3–8  | 1979 | Йоганесбурґ, ПАР     | Тверде   | Бастер Моттрам     | Боб Г'юїтт Фрю Макміллан          | 6–1, 1–6, 4–6 |
| Поразка   | 3–9  | 1981 | Мемфіс, США          | Килим    | Том Галліксон      | Джін Меєр Сенді Меєр              | 6–7, 7–6, 6–7 |
| Поразка   | 3–10 | 1981 | Тайбей, Тайвань      | Килим    | Джон Остін         | Джон Бенсон Майк Бауер            | 4–6, 3–6      |
| Перемога  | 4–10 | 1981 | Бангкок, Таїланд     | Килим    | Джон Остін         | Ллойд Бурн Вен Вінітскі           | 6–3, 7–6      |
| Поразка   | 4–11 | 1982 | Генуя, Італія        | Килим    | Бастер Моттрам     | Павел Сложил Томаш Шмід           | 7–6, 5–7, 3–6 |
| Перемога  | 5–11 | 1982 | Мауї, США            | Тверде   | Еліот Телчер       | Франсіско Гонсалес Бернард Міттон | 6–4, 6–4      |
| Поразка   | 5–12 | 1982 | Дортмунд, Німеччина  | Килим    | Франсіско Гонсалес | Павел Сложил Томаш Шмід           | 2–6, 7–6, 1–6 |
| Поразка   | 5–13 | 1982 | Chicago-2 WCT, США   | Килим    | Брюс Менсон        | Ананд Амрітрадж Віджай Амрітрадж  | 6–3, 2–6, 3–6 |
| Поразка   | 5–14 | 1982 | Гартфорд, США        | Килим    | Трейсі Делатт      | Боб Лутц Дік Стоктон              | 6–7, 3–6      |